# Pangrapta seriopuncta
Pangrapta seriopuncta là một loài bướm đêm trong họ Erebidae.